# Paz Padilla

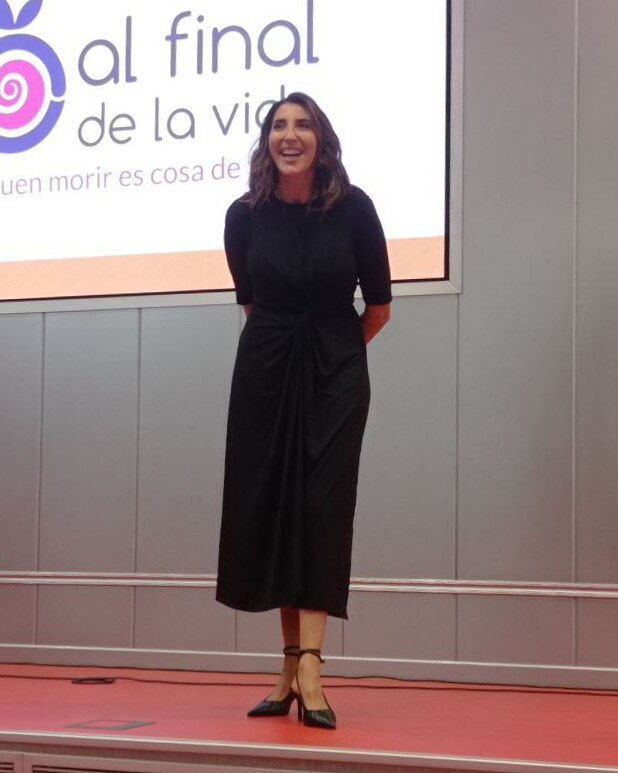
Paz Padilla, 2022

María de la Paz Padilla Díaz (* 25. September 1969 in Cádiz) ist eine spanische Humoristin, Schauspielerin und Fernsehmoderatorin.
Sie trat in einigen Fernseh-Programmen als Schauspielerin oder Fernsehmoderatorin auf: Crónicas Marcianas, Aladina, Mis adorables vecinos. Sie hat auch für Radiosendungen (COPE) gearbeitet, im Theater (Produktion El Terrat) und in den Filmen Raluy, una noche en el circo 1999 oder Marujas asesinas 2001.
Seit 2019 gehört sie der Jury der spanischen Talenteshow Got Talent España an.